# Occisor inscitus
Occisor inscitus är en tvåvingeart som beskrevs av Frederick Wollaston Hutton 1901. Occisor inscitus ingår i släktet Occisor och familjen parasitflugor. Inga underarter finns listade i Catalogue of Life.